# Ештон Гейт (стадіон)
«Ештон Гейт Стедіум» (англ. Ashton Gate Stadium) — багатофункціональний стадіон у Бристолі, Англія, домашня арена ФК «Бристоль Сіті».
Стадіон побудований та відкритий 1887 року. У 1970, 1995, 2007 та 2015 роках здійснена поетапна капітальна реконструкція арени. 